# Mantella madagascariensis
Espèce
Synonymes
- Dendrobates madagascariensis Grandidier, 1872
- Mantella loppei Roux, 1935

Statut de conservation UICN

 VU B1ab(iii) : Vulnérable
Statut CITES
Mantella madagascariensis est une espèce d'amphibiens de la famille des Mantellidae.

## Répartition

Aire de répartition de Mantella madagascariensis.

Cette espèce est endémique de Madagascar. Elle se rencontre entre 700 et 1 050 m d'altitude de Niagarakely au parc national de Ranomafana,.

## Description
Mantella madagascariensis mesure de 20 à 27 mm.

## Étymologie
Son nom d'espèce, composé de madagascar(i) et du suffixe latin -ensis, « qui vit dans, qui habite », lui a été donné en référence au lieu de sa découverte.

## Publications originales
- Grandidier, 1872 : Descriptions de quelques Reptiles nouveaux découverts à Madagascar en 1870. Annales des sciences naturelles-zoologie et biologie animale, sér. 5, vol. 15, p. 6-11 (texte intégral).
- Roux, 1935 : Sur un nouveau batracien de Madagascar (Mantella loppei n. sp.). Bulletin de la Société Zoologique de France, vol. 60, p. 441-443.